# Barbus albanicus
Barbus albanicus är en fiskart som beskrevs av Steindachner, 1870. Barbus albanicus ingår i släktet Barbus och familjen karpfiskar. IUCN kategoriserar arten globalt som livskraftig. Inga underarter finns listade.